# Fragarach
Fragarach (po irlandzku 'Odpowiadacz') – w mitologii celtyckiej miecz Manannan mac Lira i Lugha Lamfady. Manannan używał go w walce, zanim przekazał go swemu przyrodniemu synowi, Lughowi. Mówiono, że temu mieczowi nie oprze się żadna zbroja.
Znany jako Miecz Air, Fragarach był jednym z Czterech Skarbów Irlandii. Wykuty przez bogów, został podarowany przez Lugha Cúchulainnowi, a następnie – Connowi Stu Bitew. Wierzono, że daje władzę nad wiatrami.